# Via Sguazza
Via Sguazza è una strada dell'Oltrarno nel centro storico di Firenze, che va da via Toscanella a via Maggio. 

## Storia
Il nome dovrebbe provenire dai rivoli d'acqua che scorrevano in questa strada in leggera pendenza, alle pendici della collina di Boboli, e che creavano pozze fangose in cui si "sguazzava". Un'altra ipotesi è che invece il nome derivi da un qualche abitante della strada soprannominato "Sguazza" perché scialacquatore (secondo uno dei significati di "sguazzare"), come farebbero pensare alcuni appellativi antichi della strada come chiasso o via "di" Sguazza.
In antico nel gruppo di stradine tra piazza Pitti e via Maggio era diffusa la prostituzione, con un bordello pubblico, al tempo del Granducato, "ai Quattro Pagoni", cioè nei pressi dell'attuale piazza della Passera (che da ciò avrebbe preso l'appellativo così sfacciatamente volgare). Anche in via Sguazza esistettero sicuramente molte abitazioni di prostitute, poiché la zona era appartata e sufficientemente lontana da monasteri e altri siti che avrebbero giudicato tale vicinanza sconveniente. 

## Descrizione
Oggi la strada invece mantiene il carattere appartato, con una carreggiata stretta, per lo più attraversata dai soli residenti. Vicino all'incrocio con via Toscanella si nota un ambiente di edificio leggermente sporgente, che in antico dovette essere un "agiamento", cioè una latrina privata che scaricava direttamente in strada. 
Verso via Maggio la strada costeggia invece i palazzi Michelozzi e Zanchini-Corbinelli. Su quest'ultimo, proprio in via Sguazza, è stato recentemente allestito un piccolo monumento a Lisa Gherardini, ritenuta la modella della Gioconda di Leonardo da Vinci, che sarebbe nata proprio in questa strada. Si tratta di una riproduzione in gesso a rilievo del celeberrimo quadro, incorniciata e posta in una mostra in pietra di una finestra tamponata, sotto cui è stata apposta una placca:
| IN QUESTA CASA NEL QUARTIERE DI SAN FREDIANO IL 15 GIUGNO 1479 NASCEVA MONNALISA GHERARDINI DETTA 'LA GIOCONDA' CHE ISPIRO' IL RITRATTO PIU' CELEBRE AL MONDO DEL GENIO FIORENTINO 'LEONARDO DA VINCI'. NOI CITTADINI DI SANTO SPIRITO POSIAMO QUESTO TABERNACOLO IN SUO ONORE AFFINCHE' IL SUO RITORNO NEI LUOGHI D'INFANZIA SIA MOTIVO DI GIOIA PER LEI E PER I FIORENTINI TUTTI OGGI 15 GIUGNO 2013 OPERA DELL'ARTISTA Franco Bini |

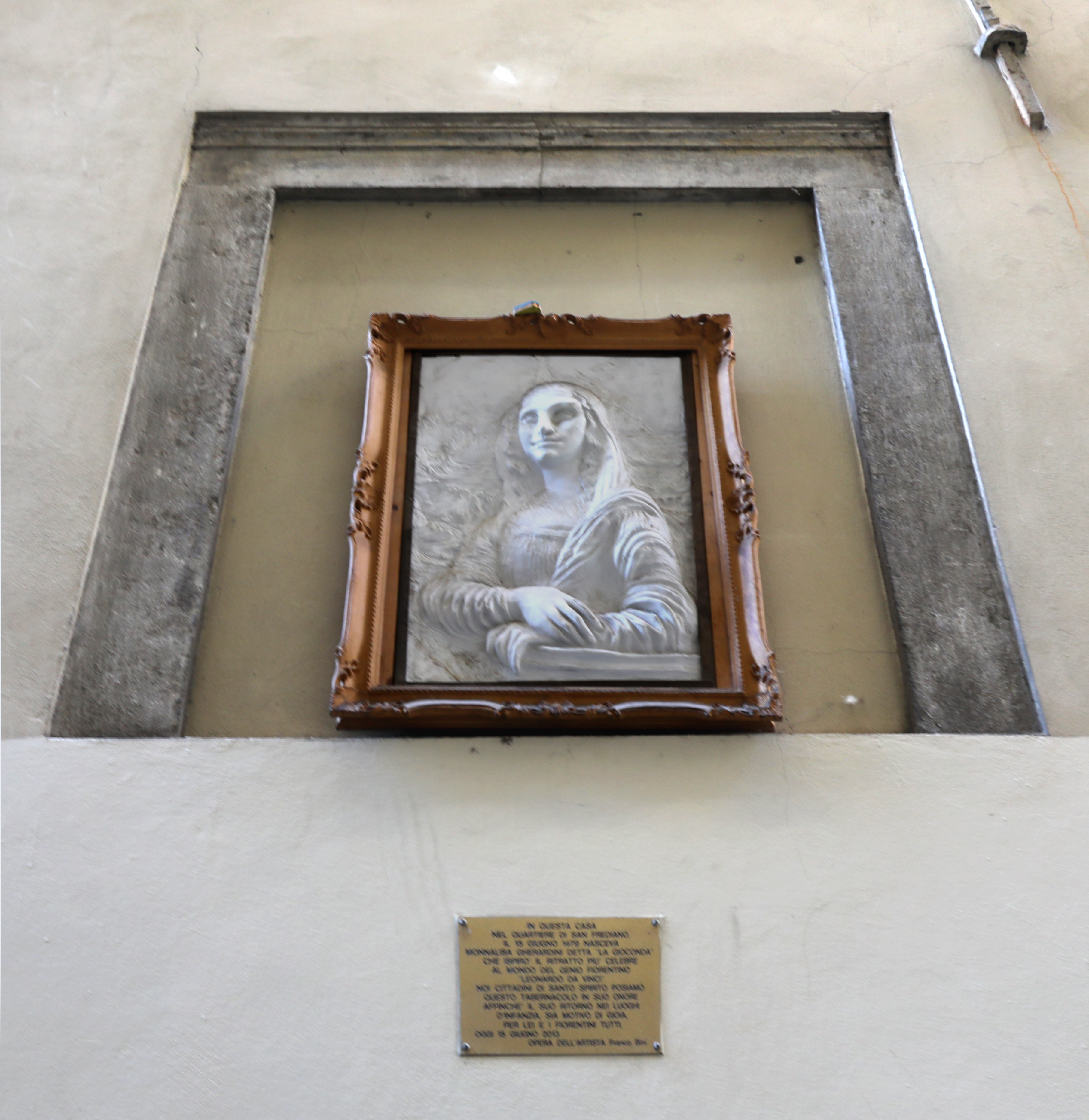
Monumento a Lisa Gherardini

Sul lato opposto si nota una lapide in pietra serena, completamente abrasa, ma grazie a trascrizioni sappiamo che si trattata di un bando dei Signori Otto del 1612, che vietava la sporcizia (le "brutture"):
| E S.RI OTTO ANNO PROIBITO FARCI BRVTVRE DI SORTE ALCVNA MDCXII |

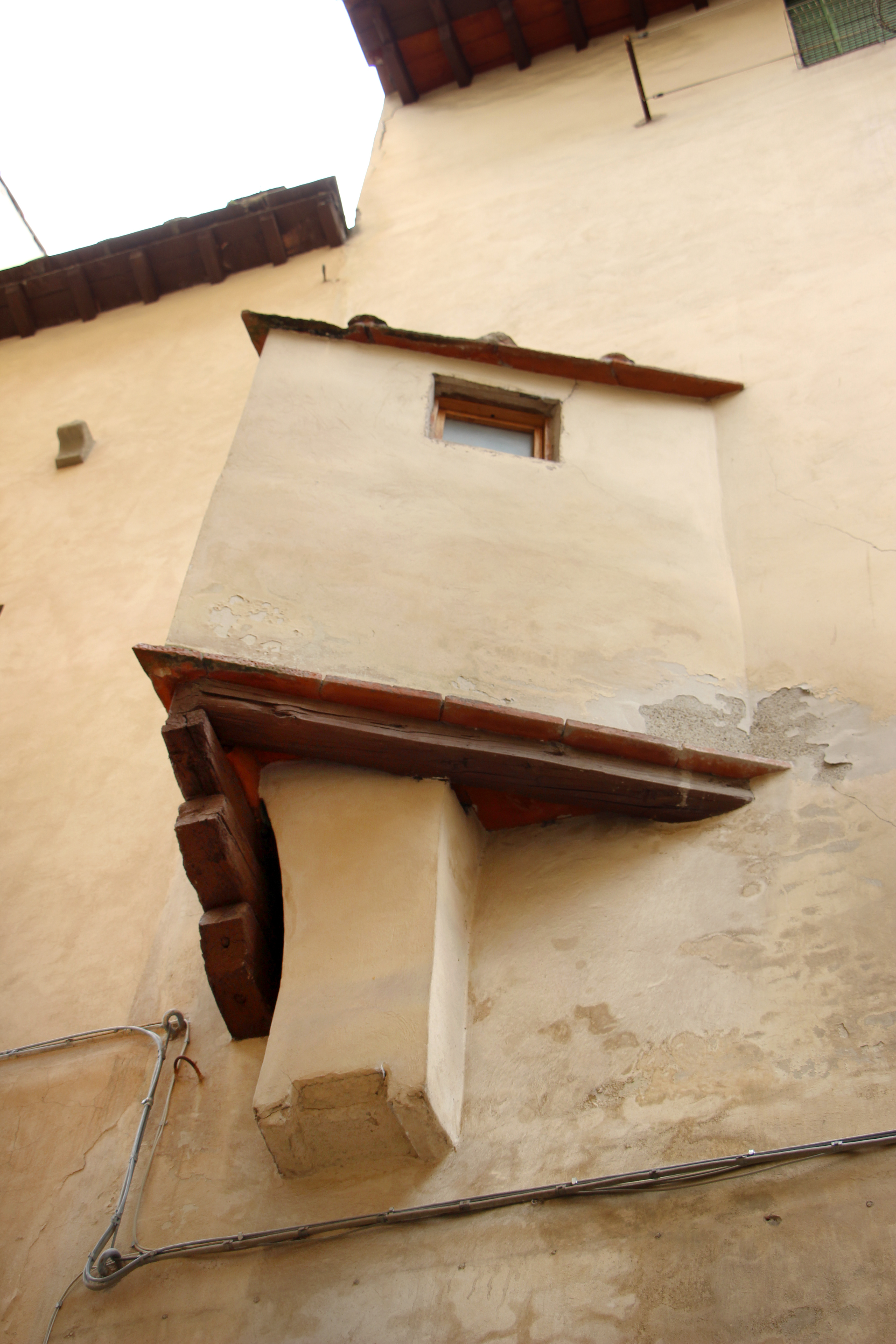
Agiamento di via Sguazza

In fondo alla strada si può cogliere l'affaccio sulla facciata decorata del palazzo di Bianca Cappello. Proprio sotto le case di via Sguazza dovrebbe correre il tunnel che collegava la casa dell'amante del granduca Francesco I de' Medici con la residenza di palazzo Pitti.